# بیل لوئیس (بازیکن فوتبال، زاده ۱۸۷۱)
بیل لوئیس (انگلیسی: Bill Lewis؛ زادهٔ ۱۸۷۱) بازیکن فوتبال اهل بریتانیا است.
از باشگاه‌هایی که در آن بازی کرده‌است می‌توان به باشگاه فوتبال بیرمنگام سیتی و باشگاه فوتبال لستر سیتی اشاره کرد.